# گیبز اسمیت
گیبز اسمیت (انگلیسی: Gibbs Smith) نام یک شرکت انتشاراتی است که در سال ۱۹۶۹ توسط گیبز ام. اسمیت و همسرش کاترین بنیان‌گذاری شده‌است.